# کریستین نگوآی
کریستین نگوآی (انگلیسی: Christian Negouai؛ زادهٔ ۲۰ ژانویهٔ ۱۹۷۸) بازیکن فوتبال اهل فرانسه است.
از باشگاه‌هایی که در آن بازی کرده‌است می‌توان به باشگاه فوتبال منچستر سیتی، باشگاه فوتبال السوند اف. کی، باشگاه فوتبال رویال شارلوا، باشگاه فوتبال کاونتری سیتی، و باشگاه فوتبال استاندارد لیژ اشاره کرد.